# Газаев, Исмаил Хасанбиевич
Исмаил Хасанбиевич Газаев (карач.-балк. Газаланы Хасанбийни жашы Исмаил; 8 января 1930, Верхне-Чегемское сельское поселение, Северо-Кавказский край — 13 апреля 2024) — дояр совхоза имени Байсултанова Чегемского района Кабардино-Балкарской АССР. Полный кавалер ордена Трудовой Славы.

## Биография
- 1944 — депортирован вместе с балкарским народом в Среднюю Азию
- 1955—1960 — табунщик
- 1959 — вернулся в КБАССР, поселился в с. Яникой
- 1959—1990 — дояр совхоза имени Байсултанова Чегемского района Кабардино-Балкарской АССР

Умер 13 апреля 2024 года в возрасте 94 лет.

## Награды
- Ордена Трудовой Славы I, II и III степеней (13.09.1990 № 826; 23.12.1976 № 603; 14.02.1975 № 19724)

## Семья
- Жена — Зулихат Ульбашева.
  - Ибрагим — сын, заместитель руководителя прогимназии № 34.
  - Тахир — сын, преподаватель МКОУ СОШ РМ при ИК № 1 с. Каменка.
  - Алим, Алий и Магомед — сыновья, работают в частной строительной фирме.
  - Мариям — дочь, специалист департамента образования администрации Нальчика, «Почётный работник общего образования Российской Федерации».
  - Фатима — дочь, начальник УФМС «Почта России» в с. Яникой.
  - Аминат — дочь, оператор воинской части.